# 洛蕾塔·哈罗普
洛蕾塔·哈罗普（英語：Loretta Harrop，1975年7月17日—），澳大利亚女子铁人三项运动员。她曾获得2004年夏季奥运会铁人三项比赛女子个人银牌。她也参加了2000年夏季奥运会，获得第五名。